# Liste der Baudenkmäler in Erlangen/T
Diese Liste ist eine Teilliste der Liste der Baudenkmäler in Erlangen. Grundlage der Liste ist die Bayerische Denkmalliste, die auf Basis des bayerischen Denkmalschutzgesetzes vom 1. Oktober 1973 erstmals erstellt wurde und seither durch das Bayerische Landesamt für Denkmalpflege geführt und aktualisiert wird. Die folgenden Angaben ersetzen nicht die rechtsverbindliche Auskunft der Denkmalschutzbehörde.
Dieser Teil der Liste beschreibt die denkmalgeschützten Objekte an folgenden Straßen:
- Thalermühle
- Theaterplatz
- Theaterstraße

## Thalermühle
| Lage                     | Objekt                                        | Beschreibung | Akten-Nr.                | Bild           |
| ------------------------ | --------------------------------------------- | --- | ------------------------ | -------------- |
| Thalermühle 1 (Standort) | Thalermühle, ehemalige Elektrizitäts-Centrale | Wohnhaus, zweigeschossiger mehrteiliger Halbwalmdachbau mit Erkern und pavillonartigem Anbau, 1909/10 nach Plänen von Friedrich Kretzer (Forchheim) Lagerhaus, eingeschossiger Walmdachbau mit Kniestock und Ziergiebeln, 1914 durch Wolfgang Steidel und Heinrich Gehring verändert Verwaltungsbau mit Walmdach, und Maschinenhalle mit Korbbogenöffnungen, 1909/10 Zugehörige Einfriedungen und Hoftor | D-5-62-000-1088 Wikidata | weitere Bilder |

## Theaterplatz
| Lage                                              | Objekt                             | Beschreibung | Akten-Nr.               | Bild                               |
| ------------------------------------------------- | ---------------------------------- | --- | ----------------------- | ---------------------------------- |
| Theaterplatz 1 (Standort)                         | Redoutenhaus mit Redoutensaal      | Zweigeschossiger, verputzter Massivbau mit Mezzanin, Walmdach und Tordurchfahrt, 1718/19 | D-5-62-000-633 Wikidata | BW                                 |
| Theaterplatz 2 (Standort)                         | Markgrafentheater                  | Kernbau als verputzter Massivbau mit Walmdach und Stützpfeilern, im Kern 1718/19, mit Theaterraum von Giovanni Paolo Gaspari, 1743/44, Umbauphase 1891/92, weitere Umbauphase mit Errichtung einer nicht mehr vorhandener Jugendstilfassade gegen den Theaterplatz hin, 1907, Generalsanierung unter weitreichender Erneuerung des westlichen Gebäudeabschnittes unter Verwendung von Stahlbetonbauweise, 1957–59 | D-5-62-000-634 Wikidata | weitere Bilder                     |
| Theaterplatz 3 (Standort)                         | Kleinhaus                          | Erdgeschossiger, verputzter Walmdachbau mit Zwerchhäusern, letztes Viertel 18. Jahrhundert | D-5-62-000-635 Wikidata | Kleinhaus                          |
| Theaterplatz 6 (Standort)                         | Mietshaus                          | Dreigeschossiger, verputzter Mansarddachbau mit Fassadengliederung in Formen der Neorenaissance, 1883/84 | D-5-62-000-636 Wikidata | Mietshaus                          |
| Theaterplatz 7 (Standort)                         | Mietshaus                          | Dreigeschossiger, verputzter Mansarddachbau mit Fassadengliederung in Formen der Neorenaissance, 1883/84 | D-5-62-000-637          | weitere Bilder                     |
| Theaterplatz 8 (Standort)                         | Bürgerhaus                         | Zweigeschossiger, traufständiger Satteldachbau mit Zwerchhaus, Erdgeschoss sandsteinquadersichtig, Obergeschoss verputzt, 1727/28 | D-5-62-000-638 Wikidata | Bürgerhaus                         |
| Theaterplatz 9 (Standort)                         | Ehemaliges Gasthaus Goldener Fuchs | Zweigeschossiger, traufständiger Sandsteinquaderbau mit Satteldach, barock, 1729 | D-5-62-000-639 Wikidata | Ehemaliges Gasthaus Goldener Fuchs |
| Theaterplatz 12 (Standort)                        | Bürgerhaus                         | Zweigeschossiger, traufständiger Sandsteinquaderbau mit Satteldach und Pilastergliederung, 1756, Erdgeschoss mit historistischer Ladenfassade aus Gusseisen, 19. Jahrhundert | D-5-62-000-640 Wikidata | weitere Bilder                     |
| Theaterplatz 13 (Standort)                        | Rokokohaus                         | Zweigeschossiger, traufständiger Sandsteinquaderbau mit Mansarddach und reicher Rokokofassade mit Halbsäulengliederung, 1760 | D-5-62-000-641 Wikidata | weitere Bilder                     |
| Theaterplatz 14 (Standort)                        | Bürgerhaus                         | Zweigeschossiger, verputzter Sandsteinquaderbau mit Satteldach und Aufzugszwerchhaus, 1755/56 | D-5-62-000-642 Wikidata | Bürgerhaus                         |
| Theaterplatz 15, Harfenstraße 1 a, 1 b (Standort) | Gasthaus Goldene Harfe             | Zweigeschossiger Sandsteinquaderbau in Ecklage mit Walmdach und zweigeschossigem, nördlichem Anbau mit Satteldach, barock, 1752/53 | D-5-62-000-643 Wikidata | weitere Bilder                     |
| Theaterplatz 17 (Standort)                        | Wohnhaus                           | Zweigeschossiger, spätklassizistischer Satteldachbau mit Mezzanin, um 1860/70 | D-5-62-000-644 Wikidata | weitere Bilder                     |
| Theaterplatz 18 (Standort)                        | Bürgerhaus                         | Zweigeschossiger, verputzter Sandsteinquaderbau mit Satteldach und Zwerchhaus, 1727/30 | D-5-62-000-645 Wikidata | weitere Bilder                     |
| Theaterplatz 19 (Standort)                        | Bürgerhaus                         | Zweigeschossiger, traufständiger Satteldachbau mit Zwerchhaus, Erdgeschoss sandsteinquadersichtig mit profilierter Rundbogenpforte, Obergeschoss verputzt, 1727/30 | D-5-62-000-646 Wikidata | weitere Bilder                     |
| Theaterplatz 21 (Standort)                        | Wohngebäude                        | Zweigeschossiger, traufständiger Satteldachbau, Obergeschoss verputztes Fachwerk, Zwerchhaus und Erker in Zierfachwerk, um 1900/10 | D-5-62-000-647 Wikidata | Wohngebäude                        |
| Theaterplatz 22 (Standort)                        | Erich-Haus                         | Dreigeschossiger Mansarddachbau mit reicher Sandsteinquaderfassade in Formen der Neorenaissance, mit Erker und Gusseisengauben, von W. Harbauer, 1886/87 | D-5-62-000-648 Wikidata | weitere Bilder                     |
| Theaterplatz 24 (Standort)                        | Bürgerhaus                         | Zweigeschossiger, traufständiger Satteldachbau, Erdgeschoss sandsteinquadersichtig, Obergeschoss verputzt, bezeichnet „1750“ | D-5-62-000-649 Wikidata | Bürgerhaus                         |
| Theaterplatz 25 (Standort)                        | Kleinhaus                          | Erdgeschossiger, verputzter Steinbau mit Satteldach, 18. Jahrhundert | D-5-62-000-650 Wikidata | BW                                 |
| Theaterplatz 28 (Standort)                        | Wohnhaus                           | Zweigeschossiger, traufständiger Sandsteinquaderbau mit Mansarde, um 1870/80 | D-5-62-000-651 Wikidata | weitere Bilder                     |
| Theaterplatz 30 (Standort)                        | Bürgerhaus                         | Dreigeschossiger, traufständiger Satteldachbau, ursprünglich als zweigeschossiger Sandsteinquaderbau mit geohrten Fensterrahmungen und Lisenengliederung konzipiert, von Johann Paulus Sack, 1756, drittes, verputztes Geschoss nachträglich aufgestockt | D-5-62-000-652 Wikidata | weitere Bilder                     |

## Theaterstraße
| Lage                       | Objekt                                       | Beschreibung | Akten-Nr.               | Bild           |
| -------------------------- | -------------------------------------------- | --- | ----------------------- | -------------- |
| Theaterstraße 1 (Standort) | Walmdachbau                                  | Zweigeschossiger Sandsteinquaderbau mit Walmdach, wohl 18. Jahrhundert; zu Schiffstraße 2 und Wasserturmstraße 14 gehörig                              | D-5-62-000-576 Wikidata | Walmdachbau    |
| Theaterstraße 2 (Standort) | Bürgerhaus                                   | Zweigeschossiger, verputzter Walmdachbau in Ecklage, über L-förmigem Grundriss, mit Aufzugsgaube und nördlichem zweigeschossigen Satteldachanbau, 1718 | D-5-62-000-653 Wikidata | weitere Bilder |
| Theaterstraße 3 (Standort) | Ehemaliger Marstall, sogenanntes Langes Haus | Zweigeschossiger Walmdachbau mit Mezzanin, Erdgeschoss Sandsteinquader, Obergeschoss verputztes Fachwerk, barock, 1721/22                              | D-5-62-000-654 Wikidata | weitere Bilder |
| Theaterstraße 4 (Standort) | Bürgerhaus                                   | Zweigeschossiger, verputzter Sandsteinquaderbau mit Satteldach und Zwerchhaus, 1708                                                                    | D-5-62-000-655 Wikidata | Bürgerhaus     |
| Theaterstraße 8 (Standort) | Bürgerhaus                                   | Zweigeschossiger, traufständiger Sandsteinquaderbau mit Satteldach, 1704                                                                               | D-5-62-000-656 Wikidata | Bürgerhaus     |